# NGC 4788
NGC 4788 (również PGC 43874) – galaktyka spiralna z poprzeczką (SB0-a), znajdująca się w gwiazdozbiorze Warkocza Bereniki. Odkrył ją Heinrich Louis d’Arrest 23 kwietnia 1865 roku.